# 유동균 (마술사)
유동균은 미리내 마술극단의 소속 마술사이다. 청소년 교육 프로그램에서 뛰어난 진행 실력으로 사회를 담당하며 마술 공연도 하고 있다.

## 프로필
| 항목      | 내용 |
| --------- | --- |
| 출생      | 1987.05.15 금요일 출생 |
| 특기      | 마술, 축구, 태국어 |
| 학교      | 동아보건대학교 마술학과 |
| 마술 경력 | 16살때부터 마술을 취미로 시작하여 인터넷 동호회 활동을 하며 마술을 시작                                                                                           |
| 수상 내역 | 2006년 20살 제1회 부산국제매직페스티벌 클로즈업 부문에 참가하여 2위 수상 이를 통해 일본에서 초청공연을 진행하였고 2007년 재팬컵 클로즈업 부문 출전했으나 수상실패 |
| 태국 활동 | 2012~2016 태국에서 활동하는 동안 타일랜드갓탤런트 시즌6 출연 및 미스터도넛 타일랜드 광고 마술감독 및 출연과 몇편의 TV쇼에 마술사로 출연함                         |
| 주연 공연 | 2017~2019 사라진마술사 공연 제작 및 주연으로 공연진행 |

## 이력
| 년도 | 내용                                                       |
| ---- | ---------------------------------------------------------- |
| 2019 | 경기도문화의전당 ‘사라진마술사’ 주연                       |
| 2018 | 주태한국대사관 한태 우정의 밤 특별공연                     |
| 2018 | 수원 별빛품은성곽도시 야행 마술공연                        |
| 2018 | 중국 우한 HABA기업 프로모션 행사 초청공연                  |
| 2015 | 태국 타일랜드 갓 탤런트6 출연                              |
| 2014 | 태국 미스터 도넛CF 마술 연출 및 출연                       |
| 2012 | 태국 방콕 MONEY EXPO 초청마술공연                          |
| 2011 | 전국학생마술경연대전클로즈업게스트공연                     |
| 2006 | 일본 도쿄 The close up magic 게스트공연                    |
| 2006 | 제1회 부산국제매직페스벌 국제마술대회 클로즈업 부문 준우승 |

## 여담
-16살때부터 마술을 취미로 시작하여 인터넷 동호회 활동을 하며 마술에 심취하게 되었다.
-동아보건대학교 마술학과에 진학하며 마술사를 진로로 선택하였다.
-2006년 20살 제1회 부산국제매직페스티벌 클로즈업 부문에 참가하여 2위 수상 하여 이를 통해 일본에서 초청공연을 진행하였고 2007년 재팬컵 클로즈업 부문 출전했으나 수상실패를 겪고 이후 군대에 입대하게 되었다.
-전역 후 복학하여 동아보건대학교를 졸업하였다. 
-이후 2016년도까지 태국에서 마술사 및 마술강사로 활동하다가 2017년 귀국하여 미리내마술극단 소속 마술사가 되었다.